# Edmund Burke (malarz)

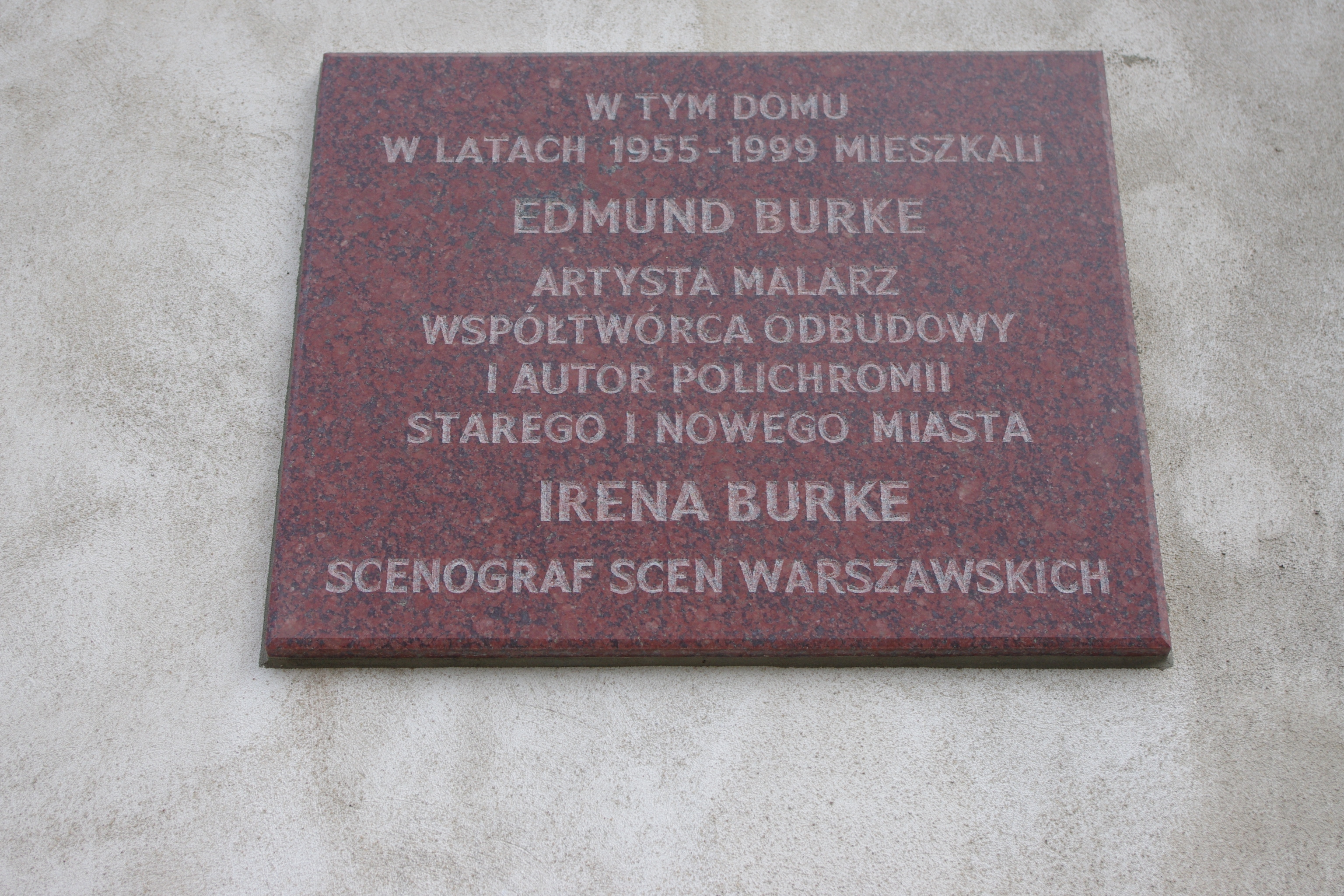
Tablica upamiętniająca Edmunda i Irenę Burke na kamienicy przy ul. Mostowej 2 w Warszawie

Edmund Burke (ur. 9 października 1912 w Warszawie, zm. 9 czerwca 1999 tamże) – polski malarz i grafik, autor polichromii Starego i Nowego Miasta w Warszawie. 

## Życiorys
W latach 1931–1935 studiował w Miejskiej Szkole Sztuk Zdobniczych i Malarstwa u pod kierunkiem profesorów Edwarda Butrymowicza i Mieczysława Schulza. Od 1935 do 1939 był studentem ASP w Warszawie pod kierunkiem profesorów Felicjana Szczęsnego Kowarskiego i Leonarda Pękalskiego. Dyplom obronił po wojnie – w 1946, u prof. Felicjana Szczęsnego Kowarskiego.
W czasie II wojny światowej był żołnierzem Komendy Głównej AK – Oddział VI Biura Informacji i Propagandy. Jako artysta-plastyk uczestniczył w działaniach akcji „N”. W  jego mieszkaniu znajdowała się jedna ze skrytek „enowców”. W 1941 uczestniczył w akcji wykradzenia z rąk niemieckich aresztowanego przez Gestapo Stanisława Tomaszewskiego ps. „Miedza”. Wraz z Mieczysławem Jurgielewiczem był autorem plakatu Do broni, w szeregach AK! – wykonanego w pierwszych dniach sierpnia 1944. Uczestnik powstania warszawskiego. Po kapitulacji, wyszedł z Warszawy z ludnością cywilną. Ukrywał się we wsi Szlembark k. Nowego Targu. 
Po wojnie powrócił do Warszawy. W latach 1954–1960 odpowiedzialny był za projektowanie i nadzorowanie zdobień freskami i sgraffito elewacji kamieniczek na odbudowanym ze zniszczeń wojennych Starym i Nowym Mieście w Warszawie.
Żona Edmunda, Irena Burke (1922–2000), scenografka scen warszawskich, była córką Leonarda Piskorskiego.
Pochowana na cmentarzu ewangelicko-augsburskim przy ulicy Młynarskiej (aleja 56-1-68).

## Ordery i odznaczenia
- Krzyż Kawalerski Orderu Odrodzenia Polski[1]
- Złoty Krzyż Zasługi (30 września 1954)[3]
- Warszawski Krzyż Powstańczy[1]
- Medal 40-lecia Polski Ludowej
- Medal 10-lecia Polski Ludowej (19 stycznia 1955)[4]
- Złota Odznaka honorowa „Za zasługi dla Warszawy”[1]
- Złota odznaka ZPAP[5]